# Mimosa aculeaticarpa
Mimosa aculeaticarpa ist eine Pflanzenart aus der Gattung der Mimosen (Mimosa) innerhalb der Familie der Schmetterlingsblütengewächse (Fabaceae). Sie gedeiht in den Hochland-Regionen in den südlichen US-Bundesstaaten Arizona, New Mexico und Texas sowie von Mexiko. Englischsprachige Trivialnamen sind Catclaw mimosa und Wait-a-minute bush.

## Beschreibung

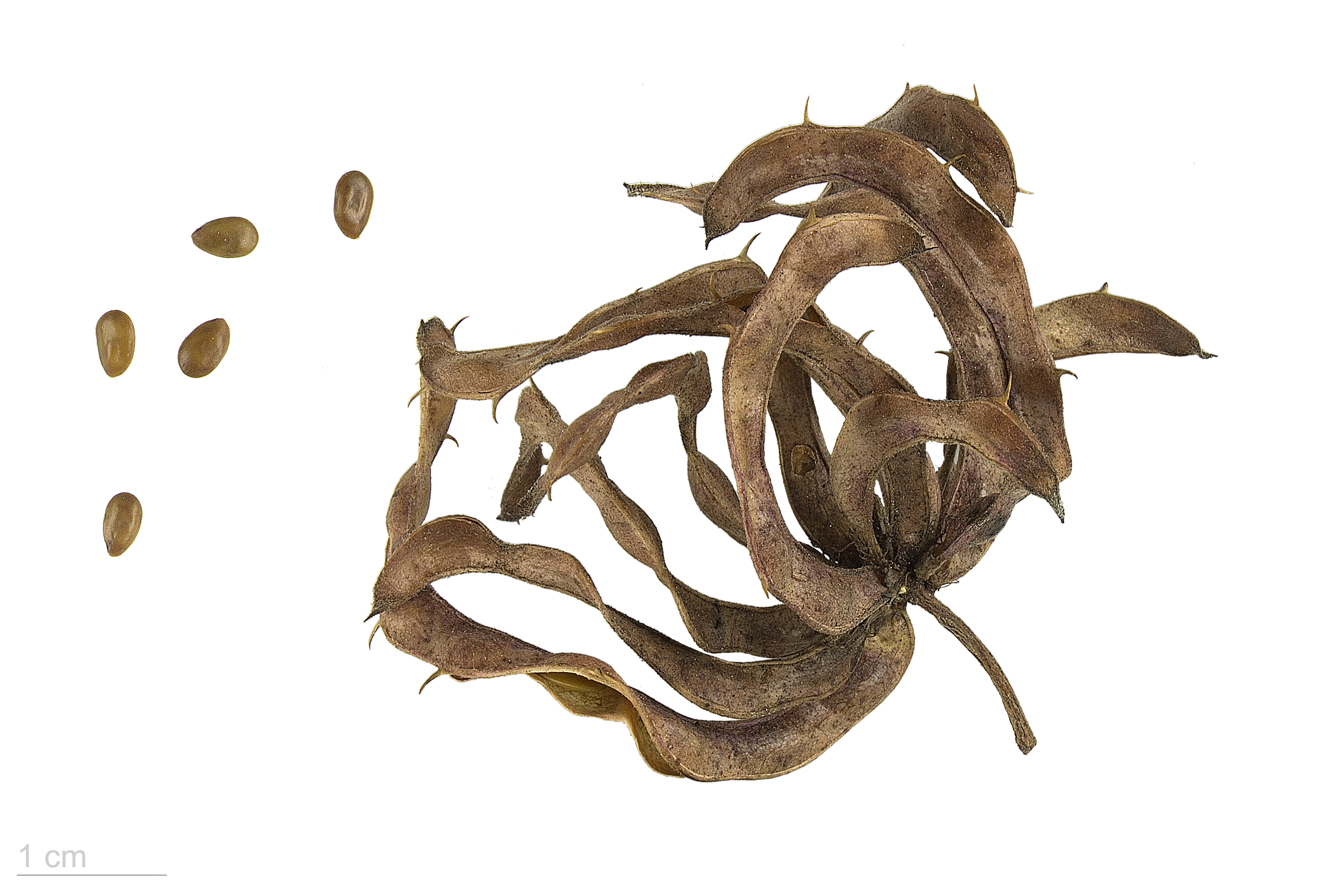
Hülsenfrüchte und Samen

### Vegetative Merkmale
Mimosa aculeaticarpa ist ein immergrüner, struppiger, Dickichte bildender Strauch, der normalerweise Wuchshöhen bis 2 Meter erreicht. Die Rinde der kantigen Zweige ist mehr oder weniger behaart. Die Zweige sind mit einzelnen oder paarigen und zurückgebogenen Dornen besetzt, die sich leicht in Kleidung verhaken.
Die wechselständig an den Zweigen angeordneten, kurzen Laubblätter sind in einen Blattstiel und -spreite gegliedert. Die zweifach gefiederte Spreite besitzt eine variable Zahl sehr kleiner, bis 4 Millimeter langer, länglicher, mehr oder weniger behaarter bis kahler Blättchen. Es sind minimale Nebenblätter vorhanden.

### Generative Merkmale
Viele Blüten stehen in einem achselständigen, gestielten, kugeligen und köpfchenförmigen Blütenstand zusammen. Die zwittrigen, meist kahlen Blüten mit doppelter Blütenhülle sind weiß oder blass rosafarben. Die langen Staubblätter sind vorstehend.
Die flache und mehr oder weniger behaarte bis kahle Hülsenfrucht ist bis zu 4 Zentimeter lang und reißt bei Reife auf. Sie ist bei den Samen eingeschnürt oder auch nicht. An den Rändern besitzt sie meistens gerade oder zurückgebogene Dornen. Die braunen und abgeflachten Samen sind eiförmig und etwa 3–4 Millimeter lang.

## Vorkommen
Mimosa aculeaticarpa ist vom zentralen bis südlichen Arizona, im südlichen New Mexico, vom westlichen bis zentralen Texas und im nördlichen Mexiko verbreitet.
Mimosa aculeaticarpa wächst in höher gelegenen Gebieten. Mimosa aculeaticarpa kommt vereinzelt in  Eichen-, Eichen-Kiefern- und immergrünen Wäldern sowie in Pinyon a-Wacholder-Wäldern vor. Sie wächst auch mit anderen Sträuchern in Grasland- und Strauch-Steppen-Gemeinschaften. Sie wächst auf Mesas, steinigen Hängen und Kiesablagerungen. Mimosa aculeaticarpa wird häufig im Chaparral gefunden und breitet sich in die Wüsten und semi-ariden Gebiete aus. Die Ursache könnte sein, dass die Früchte vom Vieh gefressen und gut im Dung verborgen verbreitet werden, wo sie ein nährstoffreiches Milieu zum Keimen vorfinden. Mimosa aculeaticarpa ist feuertolerant und sprießt nach Buschbränden schnell wieder aus. In den Hochlandgebieten des westlichen Texas dient der Wacholder Juniperus pinchotii als Brutpflanze für die Keimlinge. Diese profitieren vom Schatten und der Streu der Wacholder, die ein vorteilhaftes Mikroklima zu bieten scheinen.

## Taxonomie
Die Erstveröffentlichung von Mimosa aculeaticarpa erfolgte 1800 durch Casimiro Gómez Ortega. Synonyme für Mimosa aculeaticarpa Ortega sind: Acacia acanthocarpa Willd., Mimosa acanthocarpa (Willd.) Benth., Mimosa aculeaticarpa var. biuncifera (Benth.) Barneby, Mimosa arida Benth., Mimosa biuncifera Benth., Mimosa lindheimeri A.Gray, Mimosa prolifica S.Watson, Mimosopsis biuncifera (Benth.) Britton & Rose, Mimosopsis lindheimeri (A.Gray) Britton & Rose und Mimosopsis aculeaticarpa (Ortega) Britton & Rose.